# Mark A.Z. Dippé
Mark A.Z. Dippé, pseudonimo di Mark Earnest Dippé (Tokyo, 9 novembre 1956), è un regista, effettista, produttore cinematografico e sceneggiatore statunitense.

## Biografia
Ha debuttato nel mondo del cinema nel 1997, con il film Spawn, trasposizione cinematografica dell'omonimo fumetto. È il cofondatore dell'Animation Picture Company.

## Filmografia
- Spawn (1997)
- Pixel Perfect - Star ad alta definizione (Pixel Perfect, 2004)
- Halloweentown High - Libri e magia (Halloweentown High) – film TV (2004)
- Frankenfish - Pesci mutanti (Frankenfish, 2004)
- Gigi (2005) – cortometraggio
- Garfield a zampa libera (Garfield - Gets Real, 2007)
- Garfield e il laghetto magico (Garfield's Fun Fest, 2008)
- Garfield - Il supergatto (Garfield's Pet Force, 2009)
- The Reef 2 - Alta marea (The Reef 2: High Tide, 2012)
- The Boxcar Children (2014)
- Ocean Quest: The Immersive Adventure (2015)
- Michael Jackson's Halloween (2017)
- The Boxcar Children: Surprise Island (2018)
- Marmaduke (2022)